# Данівська сільська рада
Дані́вська сільська́ ра́да — адміністративно-територіальна одиниця та орган місцевого самоврядування в Козелецькому районі Чернігівської області. Адміністративний центр — село Данівка.

## Загальні відомості
- Населення ради: 1 071 особа (станом на 2001 рік)

## Населені пункти
Сільській раді були підпорядковані населені пункти:
- с. Данівка
- с. Курганське

## Склад ради
Рада складалася з 12 депутатів та голови.
- Голова ради: Пальчик Ольга Павлівна
- Секретар ради: Науменко Тамара Петрівна

### Керівний склад попередніх скликань
| Прізвище, ім'я, по батькові | Основні відомості                                                 | Дата обрання | Дата звільнення |
| --------------------------- | ----------------------------------------------------------------- | ------------ | --------------- |
| Пальчик Ольга Павлівна      | Сільський голова, 1953 року народження, освіта вища, позапартійна | 26.03.2006   | 31.10.2010      |
| Пальчик Ольга Павлівна      | Сільський голова, 1953 року народження, освіта вища, позапартійна | 31.10.2010   |                 |

Примітка: таблиця складена за даними сайту Верховної Ради України

### Депутати
За результатами місцевих виборів 2010 року депутатами ради стали:

#### За суб'єктами висування
| Суб'єкт висування                                       | Кількість обраних депутатів | %    |
| ------------------------------------------------------- | --------------------------- | ---- |
| Політична партія Всеукраїнське об'єднання «Батьківщина» | 3                           | 25   |
| Народна партія                                          | 2                           | 16,7 |
| Партія регіонів                                         | 2                           | 16,7 |
| Самовисування                                           | 2                           | 16,7 |
| Українська соціал-демократична партія                   | 2                           | 16,7 |
| Комуністична партія України                             | 1                           | 8,3  |

#### За округами
| № округу                                                | Прізвище, ім'я, по батькові      | Дата визнання обраним | Освіта             | Партійна приналежність | Відомості про обраного депутата                     |
| ------------------------------------------------------- | -------------------------------- | --------------------- | ------------------ | ---------------------- | --------------------------------------------------- |
| Комуністична партія України                             |                                  |                       |                    |                        |                                                     |
| 7                                                       | Гончаренко Лідія Савівна         | 01.11.2010            | вища               | позапартійна           | пенсіонер                                           |
| Народна Партія                                          |                                  |                       |                    |                        |                                                     |
| 4                                                       | Самко Ольга Василівна            | 01.11.2010            | середня спеціальна | позапартійна           | Данівський фельдшерсько-акушерський пункт, фельдшер |
| 8                                                       | Науменко Тамара Петрівна         | 01.11.2010            | середня спеціальна | позапартійна           | Данівська сільська рада, секретар                   |
| Партія регіонів                                         |                                  |                       |                    |                        |                                                     |
| 3                                                       | Кощій Євгенія Вікторівна         | 01.11.2010            | вища               | позапартійна           | ТОВ «Данівське», бухгалтер                          |
| 11                                                      | Ємець Юрій Кіндратович           | 01.11.2010            | середня            | позапартійний          | ТОВ «Данівське», механізатор                        |
| Політична партія Всеукраїнське об'єднання «Батьківщина» |                                  |                       |                    |                        |                                                     |
| 5                                                       | Пономаренко Віктор Андрійович    | 01.11.2010            | середня спеціальна | позапартійний          | Данівський будинок культури, директор               |
| 6                                                       | Віктор Галина Борисівна          | 01.11.2010            | вища               | позапартійна           | Данівська загальноосвітня школа, вчитель            |
| 10                                                      | Корнієць Володимир Петрович      | 01.11.2010            | середня            | позапартійний          | Козелецький РЕМ, кур'єр                             |
| Українська соціал-демократична партія                   |                                  |                       |                    |                        |                                                     |
| 9                                                       | Пономаренко Віра Митрофанівна    | 01.11.2010            | середня            | позапартійна           | Данівська сільська рада, касир                      |
| 12                                                      | Любенко Віталій Миколайович      | 01.11.2010            | середня            | член Партії регіонів   | тимчасово не працює                                 |
| Самовисування                                           |                                  |                       |                    |                        |                                                     |
| 1                                                       | Слісаренко Станіслав Миколайович | 01.11.2010            | середня            | позапартійний          | тимчасово не працює                                 |
| 2                                                       | Слісаренко Микола Григорович     | 01.11.2010            | вища               | позапартійний          | пенсіонер                                           |